# Список кантри-хитов № 1 2013 года (Billboard)

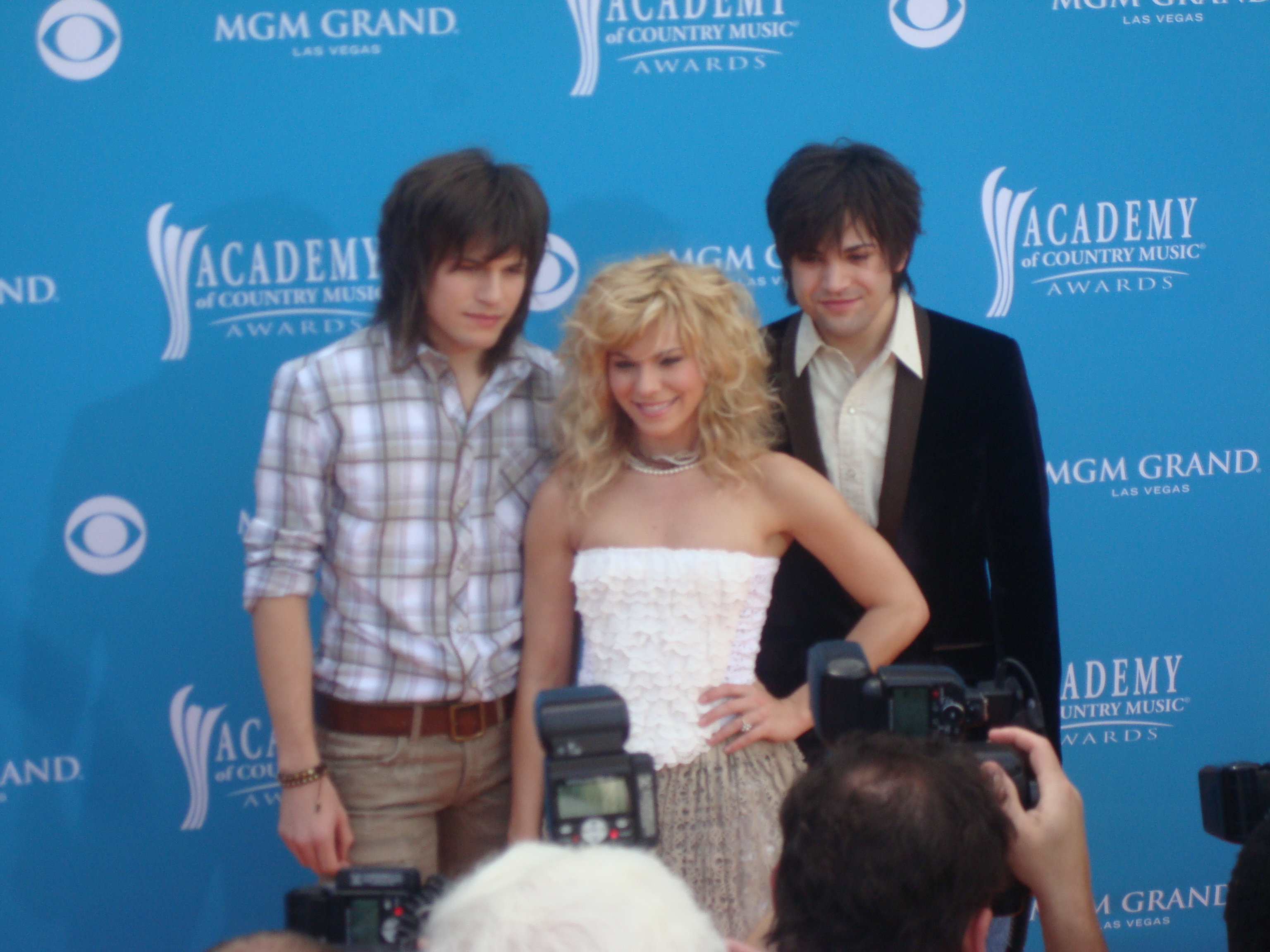
Группа The Band Perry (Рид, Кимберли и Нил, 2010) в 3-й раз возглавила кантри-чарт с песней «Better Dig Two».

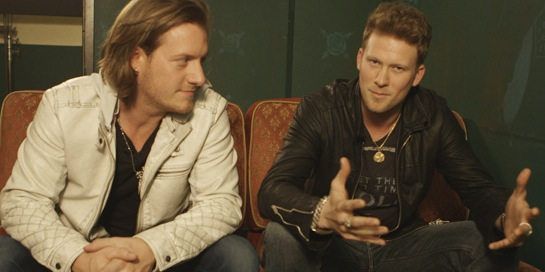
Tyler Hubbard (слева) и Brian Kelley из американского кантри-дуэта Florida Georgia Line побили исторический рекорд по времени пребывания на первом месте хит-парада музыки в стиле кантри.

Список кантри-хитов № 1 2013 года включает самые популярные песни жанра кантри-музыки, которые возглавляли американский хит-парад Hot Country Songs журнала Billboard в 2013 году.
В 2013 году продолжилась, начатая с 20 октября 2012 года, новая политика составления чартов Billboard. Тогда произошла смена метода подсчёта мест в чарте Hot Country Songs, а также некоторых других (Hot Latin Songs, Hot R&B/Hip-Hop Songs, Rock Songs). Теперь он проводится по общей системе, принятой для составления общенационального хит-парада синглов Billboard Hot 100, где цифровые загрузки («Digital download») и потоковые передачи данных («Streaming data») совмещены с радиоэфирами всех форматов и стилей радио для определения позиции, занимаемой песней в чарте. Старые чарты учитывали только радиоэфиры (Country Airplay chart). Потоковые передачи данных (streaming data) подсчитываются Nielsen BDS от таких сервисов как Spotify, Muve, Slacker, Rhapsody, Rdio, Xbox Music и другие.
20 февраля 2013 года при составлении сингловых чартов стали учитывать просмотры видеоклипов на сервисе YouTube (но только в США). При этом учитываются и официальные видеоклипы и все другие (пользовательские ролики), в которых в качестве саундтрека используются лицензированные аудиозаписи. Все данные интегрируются в общем хит-параде Hot 100 и во всех использующих его методику составления жанровых чартах — Hot Country Songs, Hot R&B/Hip-Hop Songs, R&B Songs, Rap Songs, Hot Latin Songs, Hot Rock Songs и Dance/Electronic Songs.

## История
- Сингл We Are Never Ever Getting Back Together американской кантри-певицы Тейлор Свифт вернулся на первое место (в 2012 году он уже был там 8 недель), увеличив рекорд для женщин до 9 недель лидерства за последние почти полвека[7]. Среди мужчин последний раз 9 недель на № 1 пробыл в 1966 году хит «Almost Persuaded» кантри-певца David Houston. Больше этого показателя имела песня «Love's Gonna Live Here» певца Бака Оуэнса: 16 недель лидерства в 1963-64 годах[8].
- Хит «Til My Last Day» певца Джастина Мура стал третьим чарттоппером Country Airplay в истории цифровой эры Nielsen BDS (с января 1990) по времени восхождения на вершину: 41 неделя. Столько же времени до лидерства потратил хит «Find out Who Your Friends Are» (Tracy Lawrence, 2007). Рекорд же был поставлен 2 года назад хитом «Voices» певца Chris Young — 51 недели от дебюта до № 1. На втором месте с 49 неделями находится хит «Let It Rain» (David Nail, 2012)[9].
- Песня «Better Dig Two» стала 3-й на № 1 для кантри-группы The Band Perry после её хитов «If I Die Young» (2010) и «All Your Life» (2012)[10].
- Сингл «Every Storm (Runs Out of Rain)» стал 4-м № 1 кантри-хитом для Гари Аллана[11].
- Песня «Sure Be Cool If You Did» стала 13-м хитом № 1 в кантри-чарте для певца Блейка Шелтона[12].
- 9 недель (из них две в 2012 году) лидировал сингл «Cruise» Florida Georgia Line[13]. В июне это лидерство увеличилось до 16 недель с перерывами[14]. Последний раз 16 недель во главе кантри-чарта была песня Buck Owens’ «Love’s Gonna Live Here» (с октября 1963 по февраль 1964). Из дуэтов сравнимый результат показал хит «Slipping Around» в исполнении Margaret Whiting & Jimmy Wakely: 17 недель № 1 в 1949—1950 годах[15]. Но в августе Florida Georgia Line побили старый 68-летний рекорд (21 неделя на № 1 песни «In the Jailhouse Now» в исполнении Уэбба Пирса в 1955 году), продлив своё пребывание на № 1 до 23 недель[16].
- Сингл «That’s My Kind Of Night» певца Luke Bryan к октябрю пробыл на первом месте 8 недель, что стало рекордом с 1966 года для мужчин-солистов. Тогда 9 недель на № 1 был David Houston с песней «Almost Persuaded» (из мужских дуэтов 8 недель на № 1 последний раз были Алан Джексон и Джимми Баффетт с песней «It’s Five O’Clock Somewhere», 2003 год)[17].
- 13 апреля чарт Hot Country Songs возглавил «Wagon Wheel» афроамериканского кантри-музыканта Дариуса Рукера (6-й его чартоппер). Авторами песни «Wheel...» стали легенда рока и фолка Боб Дилан и Кетч Секор (Ketch Secor из фолк-группы Old Crow Medicine Show). Дилан написал припев в начале 1970-х годов, а Секор дополнил куплеты несколько лет спустя[18].

## Список
| Дата        | Country Songs[A]                        | Исполнитель                     | Ссылка  | Country Airplay[B]               | Исполнитель                                          | Ссылка        |
| ----------- | --------------------------------------- | ------------------------------- | ------- | -------------------------------- | ---------------------------------------------------- | ------------- |
| 5 января    | Cruise                                  | Florida Georgia Line            | [ 19 ]  | «Til My Last Day»                | Джастин Мур                                          | [ 20 ]        |
| 12 января   | We Are Never Ever Getting Back Together | Тейлор Свифт                    | [ 7 ]   | «Goodbye in Her Eyes»            | Zac Brown Band                                       | [ 21 ]        |
| 19 января   | Cruise                                  | Florida Georgia Line            | [ 22 ]  | «Goodbye in Her Eyes»            | Zac Brown Band                                       | [ 23 ]        |
| 26 января   | Cruise                                  | Florida Georgia Line            | [ 24 ]  | «Goodbye in Her Eyes»            | Zac Brown Band                                       | [ 25 ] [ 26 ] |
| 2 февраля   | Better Dig Two                          | The Band Perry                  | [ 27 ]  | «How Country Feels»              | Randy Houser                                         | [ 28 ]        |
| 9 февраля   | «Every Storm (Runs Out of Rain)»        | Гари Аллан                      | [ 29 ]  | «Every Storm (Runs Out of Rain)» | Гари Аллан                                           | [ 11 ] [ 30 ] |
| 16 февраля  | «Better Dig Two»                        | The Band Perry                  | [ 31 ]  | «The Only Way I Know»            | Джейсон Олдин при участии Люка Брайана и Эрика Чёрча | [ 32 ]        |
| 23 февраля  | «Wanted»                                | Хантер Хейз                     | [ 33 ]  | «Better Dig Two»                 | The Band Perry                                       | [ 34 ] [ 35 ] |
| 2 марта     | «Wanted»                                | Хантер Хейз                     | [ 36 ]  | «Better Dig Two»                 | The Band Perry                                       | [ 37 ]        |
| 9 марта     | «Sure Be Cool If You Did»               | Блейк Шелтон                    | [ 12 ]  | «One of Those Nights»            | Тим Макгро                                           | [ 38 ]        |
| 16 марта    | «Sure Be Cool If You Did»               | Блейк Шелтон                    | [ 39 ]  | «One of Those Nights»            | Тим Макгро                                           | [ 40 ]        |
| 23 марта    | «Sure Be Cool If You Did»               | Блейк Шелтон                    | [ 41 ]  | «One of Those Nights»            | Тим Макгро                                           | [ 42 ]        |
| 30 марта    | «Sure Be Cool If You Did»               | Блейк Шелтон                    | [ 43 ]  | «Sure Be Cool If You Did»        | Блейк Шелтон                                         | [ 44 ]        |
| 6 апреля    | «Sure Be Cool If You Did»               | Блейк Шелтон                    | [ 45 ]  | «Sure Be Cool If You Did»        | Блейк Шелтон                                         | [ 46 ]        |
| 13 апреля   | «Wagon Wheel»                           | Darius Rucker                   | [ 47 ]  | «Somebody’s Heartbreak»          | Хантер Хейз                                          | [ 48 ]        |
| 20 апреля   | «Cruise»                                | Florida Georgia Line            | [ 49 ]  | «I Drive Your Truck»             | Lee Brice                                            | [ 50 ]        |
| 27 апреля   | «Cruise»                                | Florida Georgia Line            | [ 51 ]  | «Downtown»                       | Lady Antebellum                                      | [ 52 ]        |
| 4 мая       | «Cruise»                                | Florida Georgia Line            | [ 53 ]  | «Downtown»                       | Lady Antebellum                                      | [ 54 ]        |
| 11 мая      | «Cruise»                                | Florida Georgia Line            | [ 55 ]  | «If I Didn’t Have You»           | Thompson Square                                      | [ 56 ]        |
| 18 мая      | «Cruise»                                | Florida Georgia Line            | [ 57 ]  | «Get Your Shine On»              | Florida Georgia Line                                 | [ 58 ]        |
| 25 мая      | «Cruise»                                | Florida Georgia Line            | [ 59 ]  | «Get Your Shine On»              | Florida Georgia Line                                 | [ 60 ]        |
| 1 июня      | «Cruise»                                | Florida Georgia Line            | [ 61 ]  | «Wagon Wheel»                    | Дариус Ракер                                         | [ 62 ]        |
| 8 июня      | «Cruise»                                | Florida Georgia Line            | [ 63 ]  | «Wagon Wheel»                    | Дариус Ракер                                         | [ 64 ]        |
| 15 июня     | «Cruise»                                | Florida Georgia Line            | [ 65 ]  | «Highway Don’t Care»             | Тим Макгро вменсте с Тейлор Свифт                    | [ 66 ]        |
| 22 июня     | «Cruise»                                | Florida Georgia Line            | [ 67 ]  | «Highway Don’t Care»             | Тим Макгро вменсте с Тейлор Свифт                    | [ 68 ]        |
| 29 июня     | «Cruise»                                | Florida Georgia Line            | [ 69 ]  | «Boys 'Round Here»               | Блейк Шелтон featuring Pistol Annies & Friends       | [ 70 ]        |
| 6 июля      | «Cruise»                                | Florida Georgia Line            | [ 71 ]  | «Anywhere with You»              | Jake Owen                                            | [ 72 ]        |
| 13 июля     | «Cruise»                                | Florida Georgia Line            | [ 73 ]  | «Crash My Party»                 | Люк Брайан                                           | [ 74 ]        |
| 20 июля     | «Cruise»                                | Florida Georgia Line            | [ 75 ]  | «Crash My Party»                 | Люк Брайан                                           | [ 76 ]        |
| 27 июля     | «Cruise»                                | Florida Georgia Line            | [ 77 ]  | «Crash My Party»                 | Люк Брайан                                           | [ 78 ]        |
| 3 августа   | «Cruise»                                | Florida Georgia Line            | [ 79 ]  | «Done»                           | The Band Perry                                       | [ 80 ]        |
| 10 августа  | «Cruise»                                | Florida Georgia Line            | [ 81 ]  | «Runnin' Outta Moonlight»        | Randy Houser                                         | [ 82 ]        |
| 17 августа  | «Cruise»                                | Florida Georgia Line            | [ 16 ]  | «Runnin' Outta Moonlight»        | Randy Houser                                         | [ 83 ]        |
| 24 августа  | «Cruise»                                | Florida Georgia Line            | [ 84 ]  | «Don't Ya»                       | Brett Eldredge                                       | [ 85 ]        |
| 31 августа  | «That's My Kind of Night»               | Люк Брайан                      | [ 86 ]  | «Don't Ya»                       | Brett Eldredge                                       | [ 87 ]        |
| 7 сентября  | «That's My Kind of Night»               | Люк Брайан                      | [ 88 ]  | «Little Bit of Everything»       | Кит Урбан                                            | [ 89 ]        |
| 14 сентября | «That's My Kind of Night»               | Люк Брайан                      | [ 90 ]  | «Little Bit of Everything»       | Кит Урбан                                            | [ 91 ]        |
| 21 сентября | «That's My Kind of Night»               | Люк Брайан                      | [ 92 ]  | «Round Here»                     | Florida Georgia Line                                 | [ 93 ]        |
| 28 сентября | «That's My Kind of Night»               | Люк Брайан                      | [ 94 ]  | «Round Here»                     | Florida Georgia Line                                 | [ 95 ]        |
| 5 октября   | «That's My Kind of Night»               | Люк Брайан                      | [ 96 ]  | «Night Train»                    | Jason Aldean                                         | [ 97 ]        |
| 12 октября  | «That's My Kind of Night»               | Люк Брайан                      | [ 98 ]  | «Night Train»                    | Jason Aldean                                         | [ 99 ]        |
| 19 октября  | «That's My Kind of Night»               | Люк Брайан                      | [ 100 ] | «Hey Girl»                       | Billy Currington                                     | [ 101 ]       |
| 26 октября  | «That's My Kind of Night»               | Люк Брайан                      | [ 102 ] | «It Goes Like This»              | Thomas Rhett                                         | [ 103 ]       |
| 2 ноября    | «That's My Kind of Night»               | Люк Брайан                      | [ 104 ] | «It Goes Like This»              | Thomas Rhett                                         | [ 105 ]       |
| 9 ноября    | «That's My Kind of Night»               | Люк Брайан                      | [ 106 ] | «It Goes Like This»              | Thomas Rhett                                         | [ 107 ]       |
| 16 ноября   | «That's My Kind of Night»               | Люк Брайан                      | [ 108 ] | «Mine Would Be You»              | Blake Shelton                                        | [ 109 ]       |
| 23 ноября   | «We Were Us»                            | Keith Urban and Miranda Lambert | [ 110 ] | «Mine Would Be You»              | Blake Shelton                                        | [ 111 ]       |
| 30 ноября   | «We Were Us»                            | Keith Urban and Miranda Lambert | [ 112 ] | «Mine Would Be You»              | Blake Shelton                                        | [ 113 ]       |
| 7 декабря   | «We Were Us»                            | Keith Urban and Miranda Lambert | [ 114 ] | «We Were Us»                     | Keith Urban and Miranda Lambert                      | [ 115 ]       |
| 14 декабря  | «Stay»                                  | Florida Georgia Line            | [ 116 ] | «Sunny and 75»                   | Joe Nichols                                          | [ 117 ]       |
| 21 декабря  | «Stay»                                  | Florida Georgia Line            | [ 118 ] | «Carolina»                       | Parmalee                                             | [ 119 ]       |
| 28 декабря  | «Stay»                                  | Florida Georgia Line            | [ 120 ] | «Drunk Last Night»               | Eli Young Band                                       | [ 121 ]       |

Примечания
- A^ — Country Songs — суммарный кантри-чарт, с учетом интернет-скачиваний (цифровых продаж), потокового контента и радиоэфиров.
- B^ — Country Airplay — радиоэфирный кантри-чарт.